# (100407) 1996 AH6
(100407) 1996 AH6 es un asteroide perteneciente al cinturón de asteroides, descubierto el 12 de enero de 1996 por el equipo del Spacewatch desde el Observatorio Nacional de Kitt Peak, Arizona, Estados Unidos.

## Designación y nombre
Designado provisionalmente como 1996 AH6.

## Características orbitales
1996 AH6 está situado a una distancia media del Sol de 2,342 ua, pudiendo alejarse hasta 2,769 ua y acercarse hasta 1,915 ua. Su excentricidad es 0,182 y la inclinación orbital 3,252 grados. Emplea 1309 días en completar una órbita alrededor del Sol.

## Características físicas
La magnitud absoluta de 1996 AH6 es 16,4.